# Sacro (hueso)
El hueso sacro (os sacrum) es un hueso corto, impar, central, simétrico, oblicuo, compuesto por cinco piezas soldadas (vértebras sacras) en forma de pirámide cuadrangular, que presenta una base, un vértice y cuatro caras (anterior, posterior y laterales). Sus alas sacras en las zonas laterales, se unen con las palas ciáticas de la pelvis.

## En el ser humano
Se encuentra debajo de la vértebra L5 y encima del coxis y entre los huesos coxales, con todos los cuales se articula. Contribuye a formar la columna vertebral y la pelvis. Su función principal es transmitir el peso del cuerpo a la cintura pélvica.
El borde anterior de S1 es sobresaliente y se denomina promontorio sacro. El vértice se articula con el cóccix. El orificio vertebral del sacro se denomina conducto sacro. Contiene las raíces nerviosas de la cola de caballo (raíces de nervios espinales situados debajo de L1). En las caras pélvicas y dorsal del sacro aparecen cuatro pares de orificios sacros a través de los cuales emergen ramos dorsales y ventrales de los nervios espinales.

## Etimología
Los romanos le dieron este nombre porque correspondía al "hueso sagrado" entregado a los dioses en los sacrificios.

## Desarrollo
Las somitas que dan lugar a la columna vertebral comienzan a desarrollarse a partir de la cabeza a la cola a lo largo de la longitud de la notocorda. Al día 20 de la embriogénesis los cuatro primeros pares de somitas aparecen en la futura región del hueso occipital. Desarrollándose, a razón de tres o cuatro veces al día, las próximas ocho parejas de somitas , se forman en la región cervical de desarrollarse en las vértebras cervicales; los próximos doce pares formarán las vértebras torácicas; los próximos cinco pares de vértebras lumbares y aproximadamente el día 29 aparecerá las somitas sacras para desarrollar las vértebras sacras; Finalmente, el día 30 los últimos tres pares formarán el cóccix.

## Inserciones musculares
En él se insertan los músculos:
- Ilíaco en la base
- Piramidal en la cara anterior

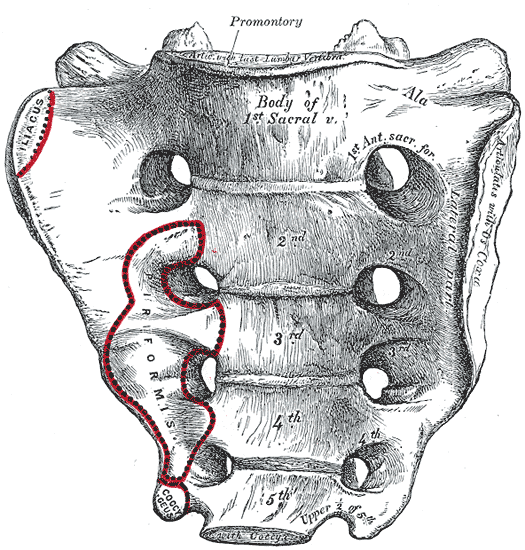
Sacro cara anterior

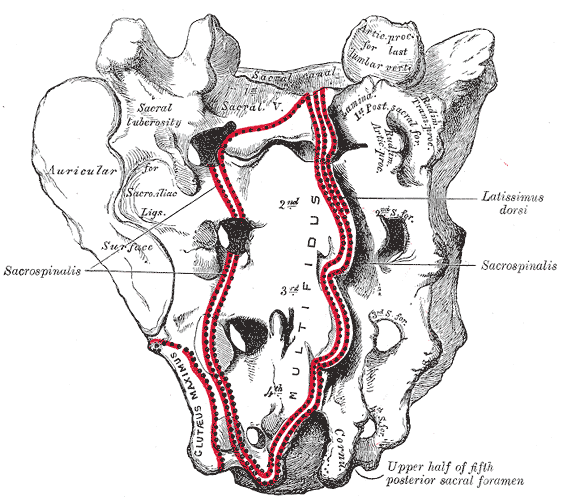
sacro cara posterior

- Isquiococcígeo en los tramos laterales
- En la cara posterior: dorsal ancho, longisimo, iliocostal, transverso espinoso , glúteo mayor

## Promontorio
El promontorio sacro marca la frontera de la entrada de la pelvis, y cuenta con la línea iliopectínea y línea terminal. El promontorio sacro se articula con la última vértebra lumbar para formar el ángulo sacrovertebral, un ángulo de 30 grados con respecto al plano horizontal que proporciona un marcador útil para un procedimiento de implante cabestrillo.

## Articulación sacroiliaca

### Superficies articulares
La articulación sacroiliaca presenta dos superficies auriculares:
- La carilla auricular del hueso coxal: situada en la parte posterosuperior de la cara interna del hueso iliaco exactamente por detrás de la línea innominada, que constituye parte del estrecho superior.

Esta superficie tiene forma de media luna de concavidad posterosuperior; está recubierta de cartílago y es bastante irregular.
A lo largo del eje mayor de esta superficie discurre una cresta alargada que separa dos depresiones. Esta cresta está incurvada sobre sí misma, siguiendo un arco de círculo cuyo centro está situado aproximadamente a nivel de la tuberosidad iliaca que da inserción a poderosos ligamentos de la articulación sacroiliaca.
- La superficie auricular del alerón sacro: sus contornos son superponibles a los de la faceta auricular del hueso coxal y cuya superficie tiene una conformación inversa.

Estas dos superficies sin embargo no tienen tanta regularidad como se ha descrito anteriormente. En la parte media y superior de la superficie auricular del sacro existe una depresión central. En cambio, en su parte inferior, la parte auricular del sacro está más bien convexa en su parte central.
De ello se deduce la dificultad que existe en seguir la interlínea sacroiliaca en una proyección radiológica y que, según en la parte que se quiera explorar, la proyección debrá ser oblicua de fuera a dentro, o de dentro a fuera.

### La carilla articular del sacro
Puede presentar grandes variaciones morfológicas según los individuos.
Además se ha demostrado la existencia de una correspondencia entre el tipo del raquis y la morfología del sacro y de su faceta auricular.
- Cuando las curvas raquídeas son muy acentuadas, caso que corresponde al tipo dinámico, el sacro es muy horizontal y la faceta auricular, muy incurvada sobre sí misma, es al mismo tiempo muy cóncava. La articulación sacroiliaca está entonces dotada de una movilidad importante, que recuerda a una diartrosis, que corresponde a un grado extremo de adaptación a la macha bípeda.

- Cuando las curvaturas raquídeas son poco acentuadas, caso que corresponde a tipo estático, el sacro es casi vertical y la faceta auricular muy alargada verticalmente y muy poco acodada sobre sí misma. Su superficie es casi plana. Este aspecto es a menudo observado en los niños.

La aurícula es habitualmente más larga y estrecha en el sacro que en el hueso iliaco y en ella se observa constantemente una depresión central en la unión de los dos segmentos y dos elevaciones cerca de las extremidades de cada segmento.
Weisel ha desarrollado una teoría personal sobre la disposición de los ligamentos de la articulación en relación con las fuerzas que se le aplican:
- Un grupo craneal, de dirección lateral y dorsal. Estos ligamentos actuarían durante el desplazamiento del promontorio hacia delante.

- Un grupo caudal, de dirección craneal, que se opone a la fuerza perpendicular al plano de la cara superior de la primera vértebra sacra.

## Ligamentos de la articulación sacroiliaca

### Vista posterior de la pelvis
1.- Ligamentos iliolumbares: constituido por dos haces, superior e inferior, y que van desde las apófisis transversas de L4 y L5 al borde anterior de la cresta iliaca.
2.- Plano medio de los ligamentos iliosacros: aquí encontramos el ligamento iliotransverso del sacro y los ligamentos iliotransversos conjugados. Estos últimos fueron descritos por Farabeuf , divergen en la extremidad posterior de la cresta iliaca y terminan en los tubérculos conjugados del sacro.
3.- Ligamentos sacrociáticos mayor y menor: Son dos ligamentos muy importantes que se extienden entre la parte inferior del borde externo del sacro y la gran escotadura ciática. Dividen esta escotadura en dos agujeros: un agujero superior por el que sale de la pelvis el músculo piramidal, y un agujero inferior, salida del músculo obturador interno.

### Vista anterior de la pelvis
Desde esta vista podemos volver a ver los ligamentos iliolumbares y sacrociáticos. Además vemos:
1.-Ligamento sacroiliaco anterior: está formado por dos haces que son denominados frenos de nutación superior e inferior.

### Movimientos de la articulación sacroiliaca
1.- Movimiento de nutación: durante este movimiento, el sacro gira alrededor del eje constituido por el ligamento axial, de manera que el promontorio se desplaza hacia abajo y hacia delante, y la punta del sacro y la extremidad del cóccix se desplazan hacia atrás. Por tanto, el diámetro anteroposterior del estrecho superior acorta su longitud mientras que el estrecho inferior aumenta. Por otro lado, las palas iliacas se aproximan y las tuberosidades isquiáticas se separan.
Este movimiento está limitado por la tensión de los ligamentos sacrociñáticos y por los llamados frenos de la nutación (ligamento sacroiliaco anterior).
2.-Movimiento de contranutación: realiza desplazamientos inversos; el sacro gira alrededor del ligamento axial haciendo que el promontorio se desplaza hacia arriba y hacia atrás y la extremidad inferior del sacro y la punta del cóccix se desplazan hacia abajo y hacia delante. Además, las palas iliacas se separan y las tuberosidades isquiáticas se aproximan.
Está limitado por la tensión de los ligamentos sacroiliacos (plano superficial, medio y profundo).

## Importancia clínica

### Trastornos congénitos
El trastorno congénito, espina bífida, se produce como resultado de un tubo neural embrionario defectuoso, caracterizado por el cierre incompleto del arco vertebral o del cierre incompleto de la superficie del canal vertebral. Los sitios más comunes para las malformaciones espina bífida son las áreas lumbar y sacra.
Otro trastorno congénito es el de síndrome de regresión caudal también conocida como agenesia sacra. Este se caracteriza por un subdesarrollo anormal en el embrión (que se producen por la séptima semana) de la columna vertebral inferior. A veces, o parte del coxis o las vértebras inferiores pueden estar ausentes, o, en ocasiones, una pequeña parte de la columna vertebral no se encuentra sin ningún signo exterior.

### Cáncer
El sacro es uno de los principales lugares para el desarrollo de los sarcomas conocidos como condrosarcomas que se derivan de los remanentes de la notocorda embrionaria.

## Dimorfismo sexual
El sacro muestra un notable dimorfismo sexual (forma diferente en hombres y mujeres).
- En las mujeres el sacro es más corto y más ancho que en el hombre ; las formas mitad inferior de un ángulo mayor con la parte superior; la mitad superior es casi recta, la mitad inferior que presenta la mayor cantidad de curvatura. El hueso también se dirige más oblicuamente hacia atrás; esto aumenta el tamaño de la cavidad pélvica y hace que el ángulo sacrovertebral más prominente.

- En el hombre la curvatura se distribuye más uniformemente sobre toda la longitud del hueso, y es en conjunto mayor que en la mujer.

## Variaciones
En algunos casos el sacro estará formado por seis piezas o reducirse el número a cuatro. Los cuerpos de la primera y segunda vértebras puede fallar al unir.
A veces los tubérculos transversales superiores no están unidos al resto del ala en uno o ambos lados, o el conducto sacro pueden estar abiertos a lo largo de una parte considerable de su longitud, como consecuencia del desarrollo incompleto de las láminas y apófisis espinosas.

## En los animales
En los perros el sacro está formado por tres vértebras fusionadas. El sacro en el caballo está compuesto por cinco vértebras fusionadas.

En las aves las vértebras sacras se fusionan con la zona lumbar, un poco en la zona caudal y con las vértebras torácicas para formar una sola estructura denominada synsacrum.

En la rana, el ilion es alargado y forma un conjunto móvil con el sacro, que actúa como un miembro adicional para dar más poder a sus saltos.

## Galería

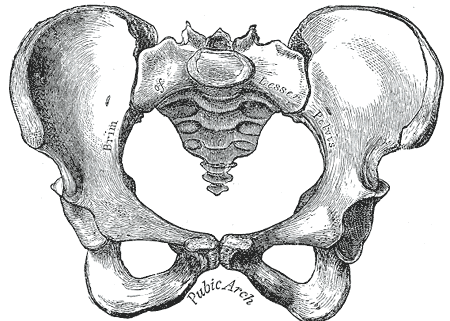
Imagen de la pelvis femenina, vista anterior.
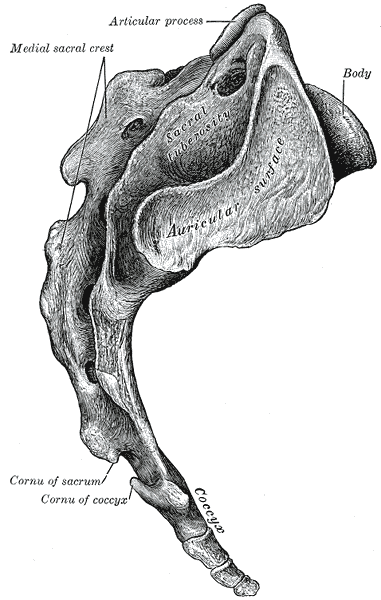
Cara lateral del sacro y coxis.
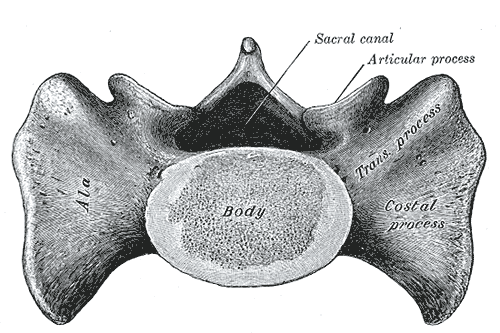
Base del sacro.
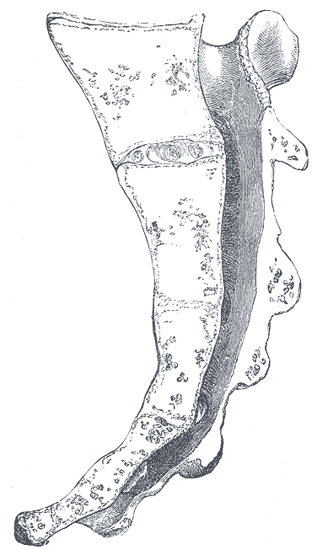
Corte sagital del sacro.
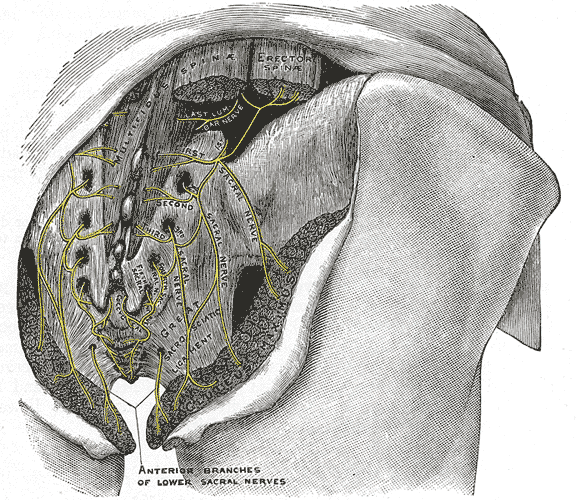
Distribución posterior de los nervios pelvicos.
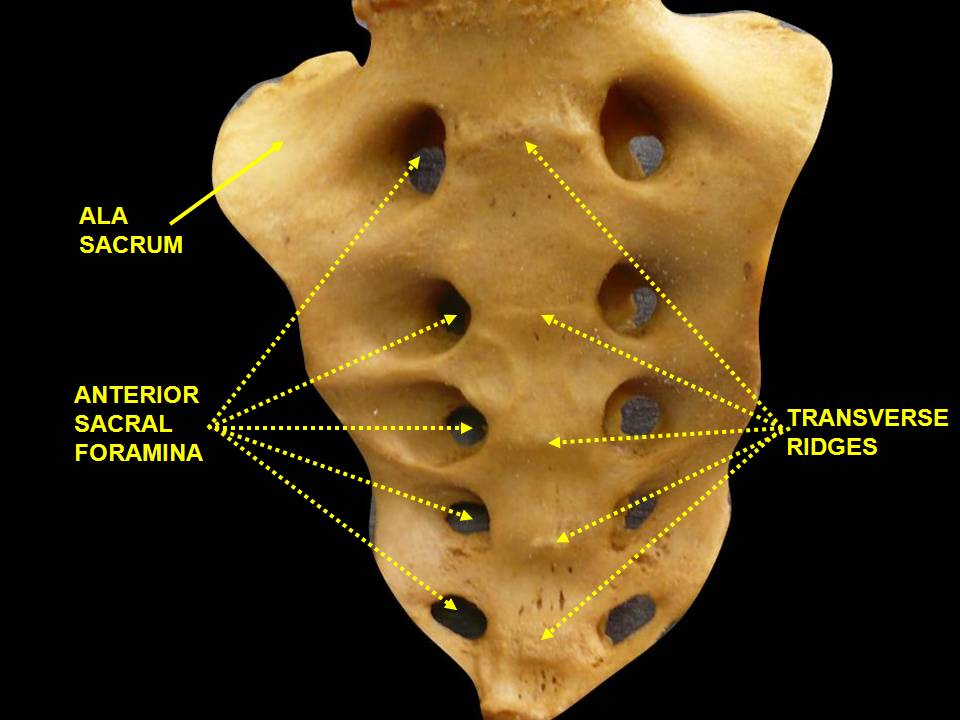
Cara pélvica del sacro.
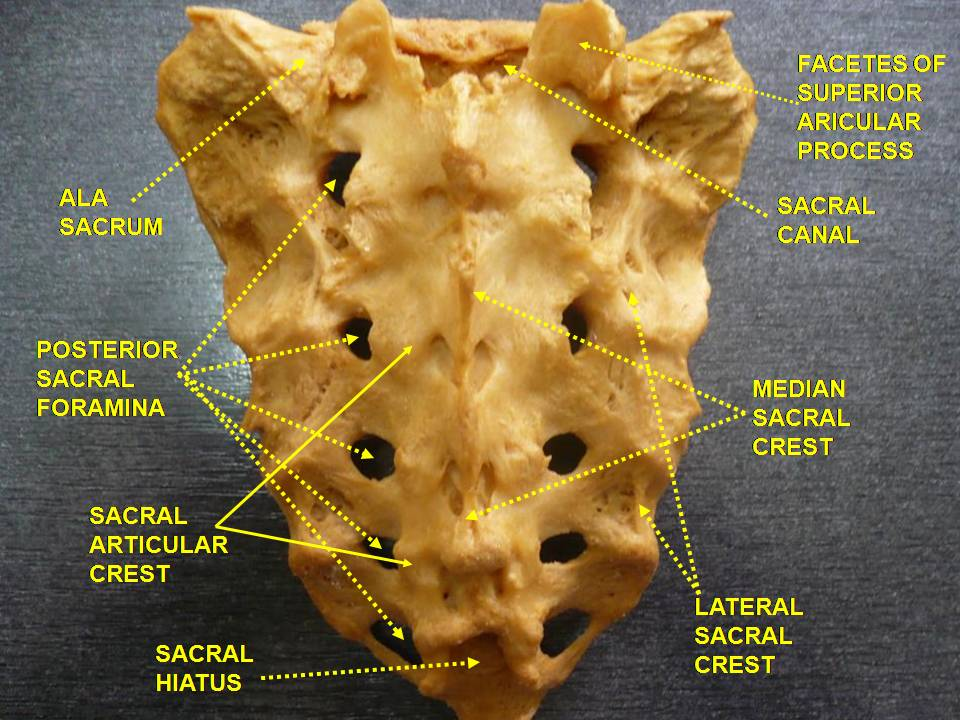
Cara dorsal del sacro.